# Silvester Stingl
Silvester "Silvo" Stingl, slovenski jazzovski pianist, skladatelj in aranžer, * 7. junij 1937, Ljubljana, Kraljevina Jugoslavija, † 29. oktober 2018.
Stingl je bil jazzovski pianist in skladatelj, ki je od leta 1965 do 1996 sodeloval v Big Bandu RTV Slovenija. Skladal je tudi šansone.

## Biografija
Stingl se je rodil 7. junija 1937 v Ljubljani. Obiskoval je Gimnazijo Kranj, kjer je leta 1957 maturiral. Z učenjem klavirja je pričel v Čakovcu, nadaljeval v Kranju in z njim zaključil na ljubljanski Akademiji za glasbo.
Leta 1965 je pričel sodelovati s Plesnim orkestrom RTV Ljubljana, kjer je postal eden izmed vidnejših solistov orkestra. Za PORL je prispeval številne aranžmaje. Čeprav se je leta 1996 upokojil, je z orkestrom še nekaj časa sodeloval. Kot solist in član raznih zasedb je nastopal na različnih festivalih in koncertih v številnih državah, imel pa je tudi svoj trio.
Umrl je 29. oktobra 2018.